# Родовід великого герцога Люксембургу Анрі
Родовід за батьковою лінією (одна з численних ліній) :
| 1-е коліно - Анрі Люксембурзький, Великий герцог Люксембургу                                             |
| 2-е коліно - Жан Люксембурзький, Великий герцог Люксембургу                                              |
| 3-е коліно - Шарлотта Люксембурзька, Велика герцогиня Люксембургу                                        |
| 4-е коліно - Марія Анна Португальська                                                                    |
| 5-е коліно - Мігель Португальський (1802-1866), Король Португалії                                        |
| 6-е коліно - Жоао VI (1767-1826), Король Португалії                                                      |
| 7-е коліно - Марія Божевільна                                                                            |
| 8-е коліно - Маріанна Вікторія Іспанська                                                                 |
| 9-е коліно - Філіп V Анжуйський                                                                          |
| 10-е коліно - Людовик Великий Дофін                                                                      |
| 11-е коліно - Людовик XIV, Король Франції                                                                |
| 12-е коліно - Людовик XIII, Король Франції                                                               |
| 13-е коліно - Анрі IV, Король Франції                                                                    |
| 14-е коліно - Антуан де Бурбон                                                                           |
| 15-е коліно - Шарль де Бурбон                                                                            |
| 16-е коліно - Франсуа, граф Вандомський                                                                  |
| 17-е коліно -Жан II де Бурбон-Вандом                                                                     |
| 18-е коліно - Людовік I де Бурбон-Вандом                                                                 |
| 19-е коліно - Жан I де Бурбон (граф де Ла Марш) (1344-1393), граф де Ла Марш                             |
| 20-е коліно - Жак I де Бурбон (граф де Ла Марш) (1319-1362), граф де Ла Марш                             |
| 21-е коліно - Людовик I Кульгавий (1279-1341), сеньйор де Бурбон, граф де Ла Марш, герцог де Бурбон      |
| 22-е коліно - Робер де Клермон (1256-1317), принц крові, сеньйор де Бурбон 1287—1310 (за правом дружини) |
| 23-е коліно - Людовик IX Святий (1214-1270), Король Франції                                              |
| 24-е коліно - Людовик VIII Лев (1187-1226), Король Франції                                               |
| 25-е коліно - Філіп II Август (1165-1223), Король Франції                                                |
| 26-е коліно - Людовик VII Молодий (1120-1180), Король Франції                                            |
| 27-е коліно - Людовик VI Товстий (1081-1137), Король Франції                                             |
| 28-е коліно - Філіп I (1053-1108), Король Франції                                                        |
| 29-е коліно - Анна Ярославна (1032-1075), Король Франції                                                 |
| 30-е коліно - Ярослав Мудрий (983-1054), Великий князь київський                                         |
| 31-е коліно -Володимир Святий (983-1054), Великий князь київський                                        |
| 32-е коліно - Святослав Хоробрий (935-972), Великий князь київський                                      |
| 33-е коліно - Ольга Свята (бл. 902-969), велика княгиня київська                                         |

Найбільш ймовірні більш давні предки:
| 34-е коліно - ?Симеон I Великий, Цар Болгарії |
| 35-е коліно - ?Борис I Михайло, Цар Болгарії  |
| 36-е коліно - ?Пресіан I, Хан Болгарії        |